# El Choro
El Choro es una localidad y municipio rural de Bolivia, ubicado en la provincia de Cercado del departamento de Oruro. Está situado al oeste del río Desaguadero y al norte del Lago Poopó. El municipio cuenta con una población de 8.725 habitantes (según el Censo INE 2012).
El municipio está conformado por comunidades rurales, incluyendo: El Choro, Challacollo, Crucero Belén, San Felipe de Chaitavi, Rancho Grande. La sección fue creada por Ley de 20 de octubre de 1983, durante el gobierno de Hernán Siles Suazo.

## Geografía
El Choro limita al norte con el municipio de Oruro, al sur con las provincias Saucarí y Poopó, al este con las provincias de Dalence y Poopó y al oeste con la provincia Saucari.
Su topografía, en general, es plana, con depresiones a través del curso del río Desaguadero. Posee un clima frígido seco, típico de la puna del altiplano, con variaciones durante todo el año y una temperatura media anual de 10 °C. En lo referente a sus recursos hídricos, el río Desaguadero es el más importante, el cual proporciona agua de riego para las comunidades.

## Demografía
De acuerdo con el censo boliviano de 2024, la población del municipio de El Choro es de 10 393 habitantes.
La población del municipio aumentó más de tres veces y media entre 1992 y 2024:
| Año  | Habitantes (municipio) | Fuente |
| ---- | ---------------------- | ------ |
| 1992 | 2.881                  | Censo  |
| 2001 | 5.710                  | Censo  |
| 2012 | 8.723                  | Censo  |
| 2024 | 10.393                 | Censo  |

## Economía
La actividad económica principal de la población del municipio es la ganadería ovina, seguida de la cría de vacunos y porcinos, con su producción que es destinada al mercado y al consumo doméstico. Asimismo, se generan importantes ingresos a partir de la leche y la elaboración de quesos, además de la producción de lana y pieles de cordero. La agricultura está destinada principalmente al consumo familiar, siendo los principales cultivos la quinua, la cañahua, la papa y otros cultivos típicos del altiplano, además de la siembra de forrajes para la alimentación del ganado.
Uno de sus mayores atractivos turísticos es la comunidad de Kochipiaccala, ya que en sus alrededores se observa el espejo de agua del Lago Poopó. A pocos metros de las orillas, se yerguen en forma tupida tallos de totora donde anidan las aves silvestres como las pariguanas de plumaje color rosa y blanco, y los patos de matiz oscuro con picos azules, entre otras especies presentes en el lago.